# Estigmene caprotina
Estigmene caprotina là một loài bướm đêm thuộc phân họ Arctiinae, họ Erebidae.